# Spinepeira schlingeri
Espèce
Spinepeira schlingeri est une espèce d'araignées aranéomorphes de la famille des Araneidae.

## Distribution
Cette espèce est endémique de la région de Huánuco au Pérou,.

## Description
La femelle holotype mesure 5,5 mm.

## Systématique et taxinomie
Cette espèce a été décrite par Levi en 1995.

## Étymologie
Cette espèce est nommée en l'honneur d'Evert Irving Schlinger.

## Publication originale
- Levi, 1995 : « Orb-weaving spiders Actinosoma, Spilasma, Micrepeira, Pronous, and four new genera (Araneae: Araneidae). » Bulletin of the Museum of Comparative Zoology, vol. 154, no 3, p. 153-213 (texte intégral).